# بروتوكولات الكتاب الملون
بروتوكولات الكتاب الملون هي مجموعة من بروتوكولات الاتصال لشبكات الحاسوب، طُوّرت في المملكة المتحدة في سبعينيات القرن الماضي. صُممت هذه البروتوكولات لتمكين الاتصال وتبادل البيانات بين أنظمة وشبكات حاسوبية مختلفة. يعود أصل التسمية إلى تمييز كل بروتوكول بلون غلاف وثيقة مواصفاته. ظلت هذه البروتوكولات مستخدمة حتى تسعينيات القرن الماضي، عندما انتشر استخدام حزمة بروتوكولات الإنترنت على نطاق واسع.

## تاريخ
في منتصف سبعينيات القرن الماضي، تعاون قسم الاتصالات في مكتب البريد البريطاني مع الأوساط الأكاديمية في المملكة المتحدة وصناعة الحاسوب لتطوير مجموعة من المعايير لتمكين التوافق بين أنظمة الحاسوب المختلفة، استنادًا إلى حزمة بروتوكولات إكس 25 لاتصالات شبكة المنطقة الواسعة (WAN) المُبدّلة بالحزم. وُضعت هذه المعايير لأول مرة عام 1975،  وتطورت من خلال الخبرة في تطوير بروتوكولات شبكة مختبر الفيزياء القومي في أواخر الستينيات وخدمة تبديل الحزم التجريبية في أوائل السبعينيات.     
استخدمت بروتوكولات الكتاب الملون على SERCnet منذ عام 1980،  وSWUCN منذ عام 1982،  وكلاهما أصبح جزءًا من شبكة JANET الأكاديمية منذ عام 1984.   كانت البروتوكولات مؤثرة في تطوير شبكات الكمبيوتر، وخاصة في المملكة المتحدة، واكتسبت بعض القبول الدولي باعتبارها أول معيار إكس 25 كامل،   ومنحت المملكة المتحدة "تقدمًا لعدة سنوات على الدول الأخرى". 
منذ أواخر عام 1991، اعتمدت بروتوكولات الإنترنت على شبكة جانيت بدلاً من ذلك؛ وتم تشغيلها في وقت واحد لفترة من الوقت، حتى تم التخلص التدريجي من دعم إكس 25 بالكامل في أغسطس 1997.  

## البروتوكولات
تم تعريف المعايير في عدة وثائق، تناولت كل منها جوانب مختلفة من اتصالات شبكات الحاسوب. وتم تحديدها من خلال لون الغلاف:  

### الكتاب الوردي
عرّف الكتاب الوردي بروتوكولات النقل عبر الإيثرنت. كان البروتوكول في الأساس إكس 25 المستوى 3 يعمل عبر آي تربل إي 802.2.

### الكتاب البرتقالي
حدد الكتاب البرتقالي بروتوكولات النقل عبر الشبكات المحلية باستخدام حلقة كامبريدج (شبكة الكمبيوتر).

### الكتاب الأصفر
عرّف الكتاب الأصفر بروتوكول خدمة نقل الكتاب الأصفر (YBTS)، المعروف أيضًا باسم خدمة النقل المستقلة عن الشبكة (NITS)، والذي كان يعمل بشكل أساسي عبر إكس 25. طُوّر هذا البروتوكول من قِبل وحدة بروتوكولات اتصالات البيانات التابعة لوزارة الصناعة في أواخر سبعينيات القرن الماضي. كما كان يعمل عبر بروتوكول التحكم بالإرسال.  وتم توسيع بروتوكول نقل البريد البسيط ليسمح بتشغيله عبر NITS.
أُطلق على خدمة نقل الكتاب الأصفر اسمًا خاطئًا نوعًا ما، إذ لا تؤدي دور النقل في نموذج الربط البيني للأنظمة المفتوحة ذي الطبقات السبع. بل إنها تشغل في الواقع أعلى طبقة الشبكة، مما يُعوّض عن افتقار إكس 25 لعنونة NSAP آنذاك، والتي لم تظهر إلا في نسخة إكس 25 (1980)، ولم تكن متاحة في التطبيقات لعدة سنوات بعد ذلك. استخدم نظام YBTS عنونة توجيه المصدر بين عُقد YBTS، ولم يكن هناك نظام عنونة عالمي في ذلك الوقت.

### الكتاب الأخضر
حدد الكتاب الأخضر بروتوكولين لربط الأجهزة الطرفية عبر الشبكة: نسخة مبكرة مما أصبح يُعرف باسم Triple-X PAD، ويعمل عبر إكس 25، وبروتوكول TS29 المُصمم على غرار Triple-X PAD، ولكنه يعمل عبر YBTS. طُوّر هذا البروتوكول من قِبل شركة اتصالات مكتب البريد. يتشابه هذان البروتوكولان في وظائفهما مع بروتوكول تل نت.

### كتاب فاون
عرّف كتاب فاون بروتوكول إدارة الشاشة البسيطة (SSMP)

### الكتاب الأزرق
عرّف الكتاب الأزرق بروتوكول نقل الملفات المستقل عن الشبكة (NIFTP)، وهو مشابه لبروتوكول نقل الملفات على الإنترنت، ويعمل عبر YBTS. بخلاف بروتوكول نقل الملفات على الإنترنت، صُمم NIFTP للاستخدام في وضع الدفعات بدلاً من الاستخدام التفاعلي.

### الكتاب الرمادي
حدد الكتاب الرمادي بروتوكولات لنقل البريد الإلكتروني (وليس نقل الملفات كما يزعم البعض في بعض الأحيان)، من خلال بروتوكول نقل الملفات الخاص بالكتاب الأزرق.

### الكتاب الأحمر
وقد حدد الكتاب الأحمر بروتوكول نقل الوظائف والتلاعب بها (JTMP)، وهي آلية لنقل الوظائف من جهاز كمبيوتر إلى آخر، ولإرجاع الناتج إلى الكمبيوتر الأصلي (أو جهاز آخر)، والذي يعمل عبر بروتوكول نقل الملفات الخاص بالكتاب الأحمر.

## إرث
مع مرور الوقت، ومع تطور التكنولوجيا، دُمجت العديد من مفاهيم ومبادئ بروتوكولات الكتاب الملون في معايير دولية أوسع نطاقًا. ولا تزال هذه البروتوكولات جزءًا هامًا من تاريخ وتطور شبكات الحاسوب، إذ تُبرز جهودًا مبكرة لوضع معايير وبروتوكولات تضمن اتصالًا فعالًا وموثوقًا بين الحواسيب. ومن أبرز سمات بروتوكول الكتاب الملون استخدام مكونات أسماء المضيفين لنظام أسماء النطاقات العكسي مقارنةً بمعايير الإنترنت. على سبيل المثال، قد يكون العنوان user@UK.AC.HATFIELD.STAR بدلًا من user@star.hatfield.ac.uk.